# Belgique aux Jeux paralympiques d'hiver de 2018
La Belgique participe aux Jeux paralympiques d'hiver de 2018 à Pyeongchang, en Corée du Sud, du 9 au 18 mars 2018. Il s'agit de la neuvième participation du pays aux Jeux paralympiques d'hiver.

## Composition de l'équipe
La délégation belge est composée de deux athlètes prenant part aux compétitions dans un sport.
| Athlète                         | Sport     | Passé paralympique       |
| ------------------------------- | --------- | ------------------------ |
| Eléonor Sana Guide : Chloé Sana | Ski alpin | 1re participation        |
| Jasper Balcaen                  | Ski alpin | Une participation (2014) |

Eléonor Sana est la porte-drapeau de la délégation lors de la cérémonie d'ouverture.